# Dolicheremaeus grafatus
Dolicheremaeus grafatus är en kvalsterart som beskrevs av Sandór Mahunka 1988. Dolicheremaeus grafatus ingår i släktet Dolicheremaeus och familjen Tetracondylidae. Inga underarter finns listade i Catalogue of Life.